# Angelo Rules
Angelo Rules (Frans: Angelo La Débrouille) is een Franse animatieserie gecreëerd door Chloé Miller en Franz Kirchner voor TeamTO en Cake Entertainment. Het is gebaseerd op de boekenreeks Comment faire enrager... van Sylvie de Mathuisieulx. De serie ging in première in april 2009 op France 3. Er zijn drie seizoenen met in totaal 78 afleveringen van 22 minuten. Er werden ook 30 korte afleveringen van een minuut gemaakt onder de titel Alles wat je moet weten over alles. (Frans: Angelo et ses bons plans)
De Nederlandse Cartoon Network zendt de serie uit sinds 29 november 2010. De pan-Europese Cartoon Network, die destijds nog beschikbaar was bij sommige tv providers, zond Angelo Rules uit sinds 11 december 2010.
Op 31 Juli 2022 was het laatste uitzending geweest.

## Personages
- Angelo van de Berg (Frans: Robert Blaise Dujardin): Hij is elf jaar en weet hoe hij iets voor elkaar moet krijgen. Een echte plantrekker.
- Lola: Ze is bevriend met Angelo en helpt hem altijd met zijn plannen.
- Sherwood (Frans: Victor Laforêt): Hij is de beste vriend van Angelo en is de slimste van de drie.
- Mam (Frans: Isa): Zij heeft alle touwtjes in handen in het huis.
- Pap (Frans: Charles): Hij laat zijn vrouw vaak beslissen wat het beste is. Hij speelt graag gitaar en is tevens fan van basketbal.
- Peter van de Berg (Frans: Pierre): Hij is het vijf jaar oude broertje van Angelo en is redelijk actief.
- Elena van de Berg (Frans: Alvina): Ze is de vijftien jaar oude zus van Angelo en wil meestal met rust gelaten worden. Ze is vaak in een slechte bui.
- Meneer Voet (Frans: Monsieur Oscar Norbert Leroux): Hij is Angelo's strenge leerkracht. Hij vertrouwt Angelo voor geen haar vanwege al zijn kattenkwaad. Hij is verliefd op juf Parel. Zijn volledige naam is Owen Julius.
- Coach Zonka: Hij is Angelo's oude, maar fitte sportleerkracht. Hij is van Oost-Europese afkomst en zijn voornaam is Vladimir. Zonka is een Hongaarse achternaam, maar de voornaam Vladimir komt bar weinig voor in Hongarije.
- Manetti: Hij is de pestkop van de klas. Hij is niet zo slim en slaapt veel tijdens de les. Zijn voornaam is Walter.
- Tracy (Frans: Gladys): Zij is het nichtje van meneer Voet en doet niets liever dan Angelo verklikken.
- Knakker (Frans: Gilbert): Hij is Angelo's chagrijnige buurman.
- Slobber: Dit duo is Angelo's lievelingsband.
- Ajay (Frans: J-B): Een jongen die erg bang is voor Manetti. Hij lijkt qua uiterlijk erg op Sherwood, maar is gezien zijn naam waarschijnlijk van Indiase, Pakistaanse of Bengaalse afkomst.
- Ethan (Frans: Yoann): Een Aziatische jongen die erg gek is op computerspelletjes.
- Botervingers (Frans: Bertrand-François): Een stille jongen die gauw bang is. Hij lijkt beste vrienden te zijn met Ethan.
- Donald: De volledig onhandelbare neef van Knakker.
- Juf Parel: De zachtaardige en milieubewuste lerares waar meester Voet verliefd op is. Tracy is erg jaloers op haar.

## Nederlandse stemmen
De eerste twee seizoenen van de Nederlandse nasynchronisatie werden gemaakt door Creative Sounds BV, het derde seizoen door SDI Media. In seizoen 3 kregen daardoor veel personages nieuwe stemmen.
- Angelo: Cynthia de Graaff[1]
- Lola: Vivian van Huiden (Seizoen 2-4)
- Sherwood: Sander Pieterse
- Tracy: Pip Pellens
- Ethan: Boyan van der Heijden
- Moeder: Dorien Haan
- Vader: Martijn van Voskuijlen[2]
- Elena: Meghna Kumar
- Meneer Voet: Jan Elbertse[3]
- Manetti: Jop Joris
- Cakejes Cathy: Hilde de Mildt
- Peter: Jary Beekhuizen (Seizoen 3-4)
- Knakker, Coach Zonka: Rolf Koster (Seizoen 3-4)
- Shmitty: Sander van der Poel (Seizoen 3-4)
- Diverse rollen: Florus van Rooijen[4]